# François Dupuy (sociologue)
Pour les articles homonymes, voir Dupuy et François Dupuy.
François Dupuy, né le 18 août 1947 à Beaulieu-sur-Loire (Loiret) et mort le 11 mars 2024 à Nice, est un sociologue des organisations auteur de plusieurs ouvrages sur la bureaucratie, le changement et le management dans les entreprises et les institutions.

## Biographie
Titulaire d'une licence en histoire ancienne à la Faculté des lettres de Paris en 1969 et diplômé de l'Institut d'études politiques de Paris en 1971, du Salzburg Seminar in American Studies en 1974 et du Centre de formation des journalistes, François Dupuy travaille comme chargé de recherche au Centre national de la recherche scientifique (CNRS) jusqu'en 1990 au sein du Centre de sociologie des organisations dirigé par Michel Crozier. Il quitte le CNRS pour fonder son cabinet de conseil qui travaille avec des sociologues.
Il a enseigné à l'Institut européen d'administration des affaires (INSEAD] à Fontainebleau, à la Kelley School of Business sur le campus de l'université de l'Indiana ainsi qu'en Californie, en Chine, en Afrique du Sud, en Belgique et en Uruguay. Il est conseiller académique au Centre européen d'éducation permanente (CEDEP) associé à l'INSEAD,.
En 1998, son livre Le client et le bureaucrate, paru en 1995, reçoit le prix Manpower. Il se fait surtout connaître avec son analyse du management dans les ouvrages Lost in management (2011) et La faillite de la pensée managériale (2015).
Depuis 2014, il anime le blog La connaissance sans esprit partisan[Passage à actualiser].

## Décoration
- Chevalier de la Légion d'honneur (2015)[4].

## Principaux travaux

### Lost in management
Sur la base de dix-huit enquêtes et près de huit cents interviews, le sociologue montre que les entreprises sont en passe de perdre le contrôle d’elles-mêmes : le pouvoir est descendu d’un ou plusieurs crans pour se disperser au niveau des intermédiaires et des exécutants. Et lorsque, poussés par une compétition grandissante, les dirigeants tentent de reprendre le contrôle par la mise en œuvre de « process » et de « reportings », le résultat est à l’inverse de l’effet escompté : plus les décisions se multiplient, moins le contrôle est grand. Dans de nombreuses entreprises, le problème est aujourd’hui de reconstruire une maîtrise minimale de la direction et de ses managers sur l’organisation et ses personnels en redécouvrant les vertus de la confiance et de la simplicité.

### La faillite de la pensée managériale
Suite de Lost in management, l'ouvrage s’emploie à démonter les mécanismes de l’appauvrissement de la pensée managériale et à en montrer l'étendue des conséquences pour les entreprises, en particulier à cause de l'ignorance persistante des acquis des sciences sociales. Habillant les idées reçues d’un jargon déconnecté de la « réalité », dirigeants et managers commettent des erreurs de raisonnement et des confusions qui pénalisent ainsi leurs décisions. À travers plusieurs exemples, le sociologue montre la responsabilité des grands cabinets de conseil et des écoles de commerce dans la diffusion de cette pensée paresseuse.